# Copa da Alemanha de Futebol de 2021–22
A DFB-Pokal de 2021–22 foi a 79ª temporada anual da Copa da Alemanha. Começou em 6 de agosto de 2021 e terminou no dia 21 de maio de 2022 no Estádio Olímpico de Berlim, um local neutro, que sedia a final da copa desde 1985.
O Borussia Dortmund era o atual campeão, depois de ter vencido o RB Leipzig por 4–1 na temporada passada. O próprio RB Leipzig venceu esta edição, ao vencer nos pênaltis o Freiburg por 4–2, após um empate no tempo normal por 1–1.
O vencedor da Copa da Alemanha recebe a qualificação automática para a fase de grupos da edição 2022–23 da Liga Europa. Se o campeão já estiver classificado para a Liga dos Campeões da UEFA através de uma posição na Bundesliga, a vaga vai para o time da sexta colocação. O vencedor também sediará a edição 2022 da Supercopa da Alemanha no início da próxima temporada e enfrentará o campeão da Bundesliga de 2021–22.

## Calendário
Todos os sorteios geralmente se realizam no Museu de Futebol da Alemanha em Dortmund, num domingo à noite após cada fase (a menos que se indique o contrário). Os sorteios serão televisionados pela Sportschau, difundida pelo canal Das Erste, da ARD. A partir das quartas de final, o sorteio da Copa Feminina será realizado ao mesmo tempo. As diferentes fases foram programadas da seguinte forma:
| Fase             | Data de sorteio       | Data das partidas                                           |
| ---------------- | --------------------- | ----------------------------------------------------------- |
| Primera fase     | 4 de julho de 2021    | 6-9 e 25 de agosto de 2021                                  |
| Segunda fase     | 29 de agosto de 2021  | 26-27 de outubro de 2021                                    |
| Oitavas de final | 31 de outubro de 2021 | 18-19 de janeiro de 2022                                    |
| Quartas de final | 23 de janeiro de 2022 | 1–2 de março de 2022                                        |
| Semifinais       | 6 de março de 2022    | 19-20 de abril de 2022                                      |
| Final            | 6 de março de 2022    | 21 de maio de 2022 no Estádio Olímpico de Berlim, em Berlim |

## Clubes participantes
Os seguintes times participam da competição nesta temporada:
| Bundesliga 18 clubes da temporada 2020–21 | 2. Bundesliga 18 clubes da temporada 2020–21 | 3. Liga Os 4 clubes com melhor campanha na temporada 2020–21 |
| - Arminia Bielefeld - Augsburg - Bayer Leverkusen - Bayern de Munique - Borussia Dortmund - Borussia Mönchengladbach - Eintracht Frankfurt - Freiburg - Hertha Berlim - Hoffenheim - Köln - Mainz 05 - RB Leipzig - Schalke 04 - Stuttgart - Union Berlin - Werder Bremen - Wolfsburg | - Bochum - Darmstadt 98 - Eintracht Braunschweig - Erzgebirge Aue - Fortuna Düsseldorf - Greuther Fürth - Hamburgo - Hannover 96 - Heidenheim - Holstein Kiel - Jahn Regensburg - Karlsruher - Nürnberg - Osnabrück - Paderborn - Sandhausen - St. Pauli - Würzburger Kickers | - Dynamo Dresden - Hansa Rostock - Munique - Ingolstadt |
| Representantes das associações regionais 24 representantes de 21 associações regionais da DFB. | | |
| Baden - Waldhof Mannheim Baviera - Türkgücü München (VC) - Bayreuth (VL) Berlim - BFC Dynamo Brandemburgo - Babelsberg Bremen - Bremer Hamburgo - Eintracht Norderstedt Hesse - Wehen Wiesbaden                                                                                       | Baixa Renânia - Wuppertaler Baixa Saxônia - Meppen (3L/RL) - Oldenburg (Am.) Mecklemburgo-Pomerânia Ocidental - Greifswalder Renânia do Meio - Viktoria Köln Renânia-Palatinado - Rot-Weiß Koblenz Sarre - Elversberg Saxônia - Lokomotive Leipzig                            | Saxônia-Anhalt - Magdeburg Eslésvico-Holsácia - Weiche Flensburg Baden-Württemberg (sul) - Villingen Sudoeste - Kaiserslautern Turíngia - Carl Zeiss Jena Vestfália - Lotte (VC) - Preußen Münster (RL) Württemberg - Ulm |

## Primeira fase
O sorteio para a primeira fase foi realizado em 4 de julho de 2021, com Thomas Broich sorteando os confrontos. 32 partidas foram disputadas, sendo 31 sendo realizadas de 6 a 9 de agosto de 2021, e outra no dia 25 do mesmo mês.
| Equipe 1               | Resultado       | Equipe 2                 |
| ---------------------- | --------------- | ------------------------ |
| Dynamo Dresden         | 2–1             | Paderborn                |
| Munique                | 1–1 (5–4) (pen) | Darmstadt 98             |
| BFC Dynamo             | 0–6             | Stuttgart                |
| Greifswalder           | 2–4             | Augsburg                 |
| Lokomotive Leipzig     | 0–3             | Bayer Leverkusen         |
| Eintracht Norderstedt  | 0–4             | Hannover 96              |
| Osnabrück              | 2–0             | Werder Bremen            |
| Sandhausen             | 0–4             | RB Leipzig               |
| Weiche Flensburg       | 2–4 (pro)       | Holstein Kiel            |
| Bayreuth               | 3–6             | Arminia Bielefeld        |
| Wuppertaler            | 1–2 (pro)       | Bochum                   |
| Babelsberg             | 2–2 (5–4) (pen) | Greuther Fürth           |
| Magdeburg              | 2–3             | St. Pauli                |
| Ulm                    | 0–1             | Nürnberg                 |
| Wehen Wiesbaden        | 0–3             | Borussia Dortmund        |
| Elversberg             | 2–2 (7–8) (pen) | Mainz 05                 |
| Villingen              | 1–4             | Schalke 04               |
| Carl Zeiss Jena        | 1–1 (2–4) (pen) | Köln                     |
| Waldhof Mannheim       | 2–0             | Eintracht Frankfurt      |
| Meppen                 | 0–1             | Hertha Berlim            |
| Preußen Münster        | 2–0 (W.O.)      | Wolfsburg                |
| Rot-Weiß Koblenz       | 0–3             | Jahn Regensburg          |
| Türkgücü München       | 0–1             | Union Berlin             |
| Oldenburg              | 0–5             | Fortuna Düsseldorf       |
| Eintracht Braunschweig | 1–2             | Hamburgo                 |
| Hansa Rostock          | 3–2 (pro)       | Heidenheim               |
| Würzburger Kickers     | 0–1             | Freiburg                 |
| Ingolstadt             | 2–1             | Erzgebirge Aue           |
| Lotte                  | 1–4             | Karlsruher               |
| Viktoria Köln          | 2–3 (pro)       | Hoffenheim               |
| Kaiserslautern         | 0–1             | Borussia Mönchengladbach |
| Bremer                 | 0–12            | Bayern de Munique        |

## Segunda fase
O sorteio da segunda fase foi realizado em 29 de agosto de 2021, com Ronald Rauhe sorteando os confrontos. As 16 partidas foram disputadas em 26 e 27 de outubro de 2021.
| Equipe 1                 | Resultado       | Equipe 2           |
| ------------------------ | --------------- | ------------------ |
| Babelsberg               | 0–1             | RB Leipzig         |
| Hoffenheim               | 5–1             | Holstein Kiel      |
| Munique                  | 1–0             | Schalke 04         |
| Preußen Münster          | 1–3             | Hertha Berlim      |
| Borussia Dortmund        | 2–0             | Ingolstadt         |
| Mainz 05                 | 3–2 (pro)       | Arminia Bielefeld  |
| Nürnberg                 | 1–1 (2–4) (pen) | Hamburgo           |
| Osnabrück                | 2–2 (2–3) (pen) | Freiburg           |
| Bayer Leverkusen         | 1–2             | Karlsruher         |
| Bochum                   | 2–2 (5–4) (pen) | Augsburg           |
| Dynamo Dresden           | 2–3 (pro)       | St. Pauli          |
| Waldhof Mannheim         | 1–3 (pro)       | Union Berlin       |
| Borussia Mönchengladbach | 5–0             | Bayern de Munique  |
| Hannover 96              | 3–0             | Fortuna Düsseldorf |
| Jahn Regensburg          | 3–3 (2–4) (pen) | Hansa Rostock      |
| Stuttgart                | 0–2             | Köln               |

## Oitavas de final
O sorteio para as oitavas de final foi realizado em 31 de outubro de 2021. Os jogos foram sorteados por Peter Zimmermann, presidente do SG Ahrtal, um dos clubes de futebol afetados pelas enchentes de 2021 na Alemanha. As oito partidas aconteceram nos dias 18 e 19 de janeiro de 2022.
| Equipe 1      | Resultado       | Equipe 2                 |
| ------------- | --------------- | ------------------------ |
| Köln          | 1–1 (3–4) (pen) | Hamburgo                 |
| Munique       | 0–1             | Karlsruher               |
| Bochum        | 3–1             | Mainz 05                 |
| St. Pauli     | 2–1             | Borussia Dortmund        |
| Hannover 96   | 3–0             | Borussia Mönchengladbach |
| RB Leipzig    | 2–0             | Hansa Rostock            |
| Hertha Berlim | 2–3             | Union Berlin             |
| Hoffenheim    | 1–4             | Freiburg                 |

### Confrontos
| 18 de janeiro de 2022 | Köln                  | 1 – 1 (pro) | Hamburgo    | RheinEnergieStadion, Colônia |
| 18:30 (UTC+1)         | Modeste 120+2' (pen.) | Relatório   | 92' Glatzel | Árbitro: Daniel Schlager     |

|                                   |       | Penalidades                                |  |
| Özcan Modeste Ljubicic Duda Kainz | 3 – 4 | Kinsombi Kittel Vušković Gyamerah Schonlau |  |

| 18 de janeiro de 2022 | Munique | 0 – 1     | Karlsruher          | Grünwalder Stadion, Munique |
| 18:30 (UTC+1)         |         | Relatório | 69' (pen.) Wanitzek | Árbitro: Martin Petersen    |

| 18 de janeiro de 2022 | Bochum                               | 3 – 1     | Mainz 05    | Vonovia Ruhrstadion, Bochum |
| 20:45 (UTC+1)         | Pantović 56' (pen.), 59' · Löwen 80' | Relatório | 36' Onisiwo | Árbitro: Felix Brych        |

| 18 de janeiro de 2022 | St. Pauli                | 2 – 1     | Borussia Dortmund  | Millerntor-Stadion, Hamburgo        |
| 20:45 (UTC+1)         | Amenyido 4' · Witsel 40' | Relatório | 58' (pen.) Haaland | Público: 2 000 Árbitro: Harm Osmers |

| 19 de janeiro de 2022 | Hannover 96                     | 3 – 0     | Borussia Mönchengladbach | HDI-Arena, Hanôver          |
| 18:30 (UTC+1)         | Beier 4', 51' · Kerk 36' (pen.) | Relatório |                          | Árbitro: Florian Badstübner |

| 19 de janeiro de 2022 | RB Leipzig                 | 2 – 0     | Hansa Rostock | Red Bull Arena, Leipzig |
| 18:30 (UTC+1)         | Poulsen 6' · Dani Olmo 82' | Relatório |               | Árbitro: Sven Jablonski |

| 19 de janeiro de 2022 | Hertha Berlim              | 2 – 3     | Union Berlin                            | Olímpico de Berlim, Berlim |
| 20:45 (UTC+1)         | Khedira 54' · Serdar 90+5' | Relatório | 11' Voglsammer · 50' Stark · 55' Knoche | Árbitro: Deniz Aytekin     |

| 19 de janeiro de 2022 | Hoffenheim        | 1 – 4     | Freiburg                                           | PreZero Arena, Sinsheim  |
| 20:45 (UTC+1)         | Schlotterbeck 52' | Relatório | 10', 36' (pen.) Grifo · 55' Schade · 68' Demirović | Árbitro: Robert Schröder |

## Quartas de final
O sorteio para as quartas de final foi realizado em 30 de janeiro de 2022. As quatro partidas aconteceram nos dias 1 e 2 de março de 2022.
| Equipe 1     | Resultado       | Equipe 2   |
| ------------ | --------------- | ---------- |
| Union Berlin | 2–1             | St. Pauli  |
| Hamburgo     | 2–2 (3–2) (pen) | Karlsruher |
| Hannover 96  | 0–4             | RB Leipzig |
| Bochum       | 1–2 (pro)       | Freiburg   |

### Confrontos
| 1 de março de 2022 | Union Berlin                | 2 – 1     | St. Pauli  | An der Alten Försterei, Berlim |
| 20:45 (UTC+1)      | Becker 45' · Voglsammer 75' | Relatório | 21' Kyereh | Árbitro: Florian Badstübner    |

| 2 de março de 2022 | Hamburgo           | 2 – 2 (pro) | Karlsruher              | Volksparkstadion, Hamburgo |
| 18:30 (UTC+1)      | Glatzel 52', 90+1' | Relatório   | 40' Heise · 50' Hofmann | Árbitro: Felix Zwayer      |

|                                    |       | Penalidades                                    |  |
| Schonlau Vagnoman Vušković Glatzel | 3 – 2 | Gondorf Heise Wanitzek van Rhijn O'Shaughnessy |  |

| 2 de março de 2022 | Hannover 96 | 0 – 4     | RB Leipzig                                     | HDI-Arena, Hanôver   |
| 18:30 (UTC+1)      |             | Relatório | 17', 22' Nkunku · 67' Laimer · 73' André Silva | Árbitro: Marco Fritz |

| 2 de março de 2022 | Bochum     | 1 – 2 (pro) | Freiburg                   | Vonovia Ruhrstadion, Bochum |
| 20:45 (UTC+1)      | Polter 64' | Relatório   | 51' Petersen · 120' Sallai | Árbitro: Robert Schröder    |

## Semifinal
O sorteio para a semifinal foi realizado em 6 de março de 2022, com Laura Nolte sorteando os confrontos. As duas partidas aconteceram nos dias 19 e 20 de abril de 2022.
| Equipe 1   | Resultado | Equipe 2     |
| ---------- | --------- | ------------ |
| Hamburgo   | 1–3       | Freiburg     |
| RB Leipzig | 2–1       | Union Berlin |

### Confrontos
| 19 de abril de 2022 | Hamburgo    | 1 – 3     | Freiburg                                     | Volksparkstadion, Hamburgo |
| 20:45 (UTC+1)       | Glatzel 88' | Relatório | 11' Petersen · 17' Höfler · 35' (pen.) Grifo | Árbitro: Deniz Aytekin     |

| 20 de abril de 2022 | RB Leipzig                              | 2 – 1     | Union Berlin | Red Bull Arena, Leipzig |
| 20:45 (UTC+1)       | André Silva 61' (pen.) · Forsberg 90+2' | Relatório | 25' Becker   | Árbitro: Felix Brych    |

## Final
A final foi disputada no Estádio Olímpico de Berlim, em Berlim.
| 21 de maio de 2022 | Freiburg      | 1 – 1     | RB Leipzig | Olímpico de Berlim, Berlim                |
| 20:00 (UTC+1)      | Eggestein 19' | Relatório | 76' Nkunku | Público: 74 322 Árbitro: Sascha Stegemann |

|                                             |       | Penalidades                |  |
| Petersen Günther K. Schlotterbeck Demirović | 2 – 4 | Nkunku Orban Olmo Henrichs |  |

## Premiação
| Copa da Alemanha de 2021–22  |
| ---------------------------- |
| RB Leipzig Campeão 1º título |